# Venanson
Venanson är en kommun i departementet Alpes-Maritimes i regionen Provence-Alpes-Côte d'Azur i sydöstra Frankrike. Kommunen ligger  i kantonen Saint-Martin-Vésubie som ligger i arrondissementet Nice. År 2022 hade Venanson 197 invånare.

## Befolkningsutveckling
Antalet invånare i kommunen Venanson
Referens: INSEE

## Galleri

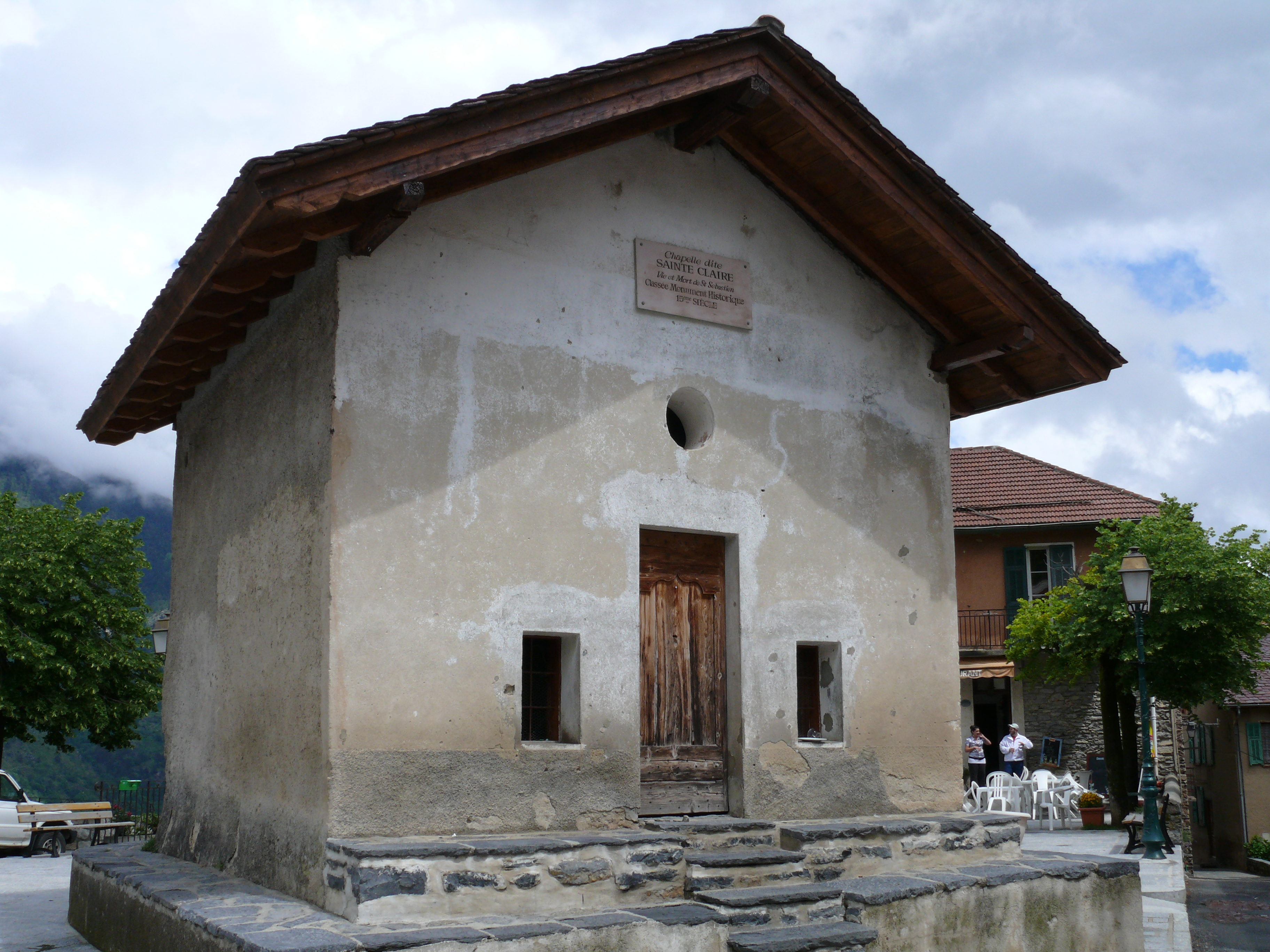
Kapellet Sainte-Claire
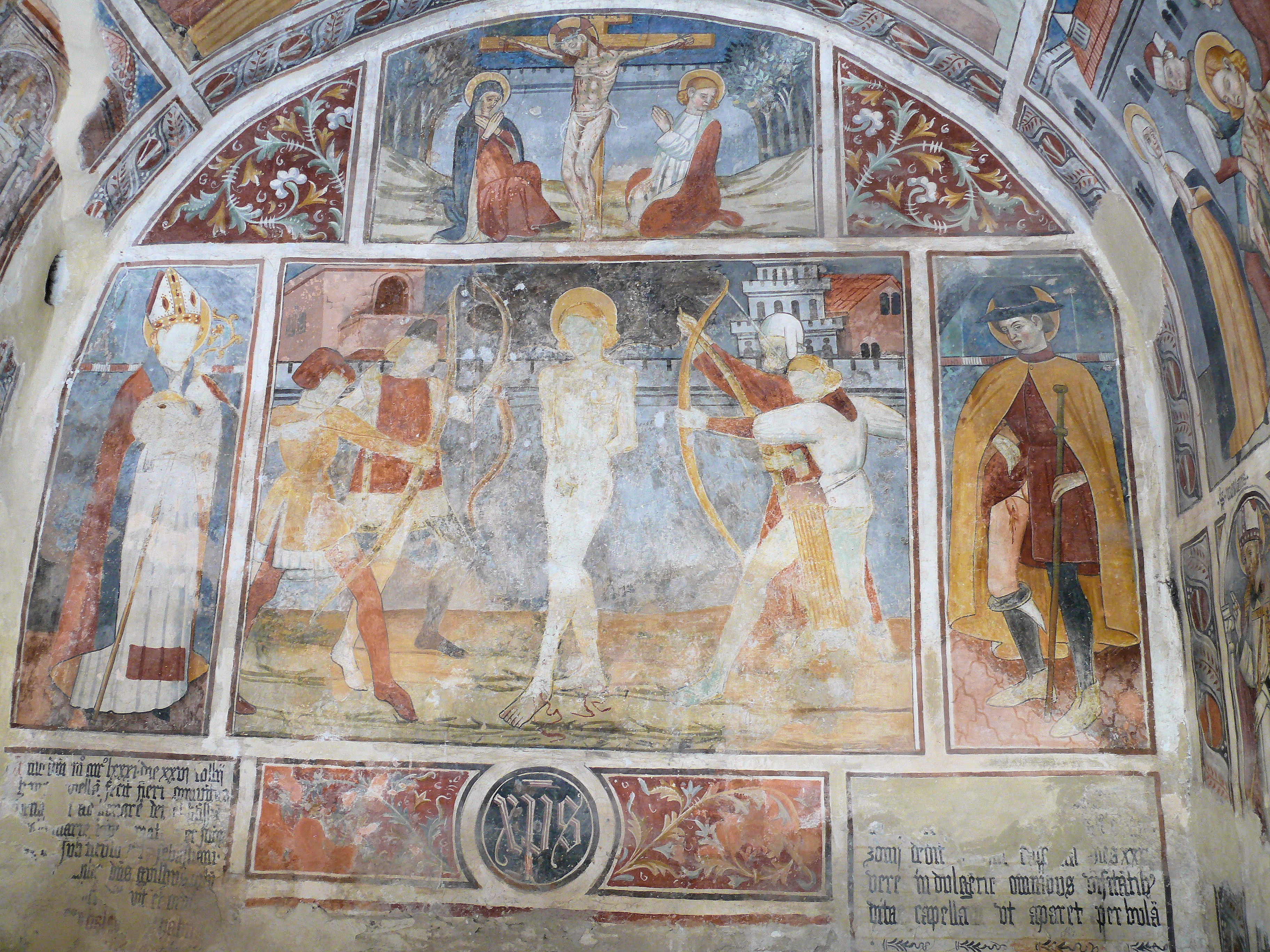
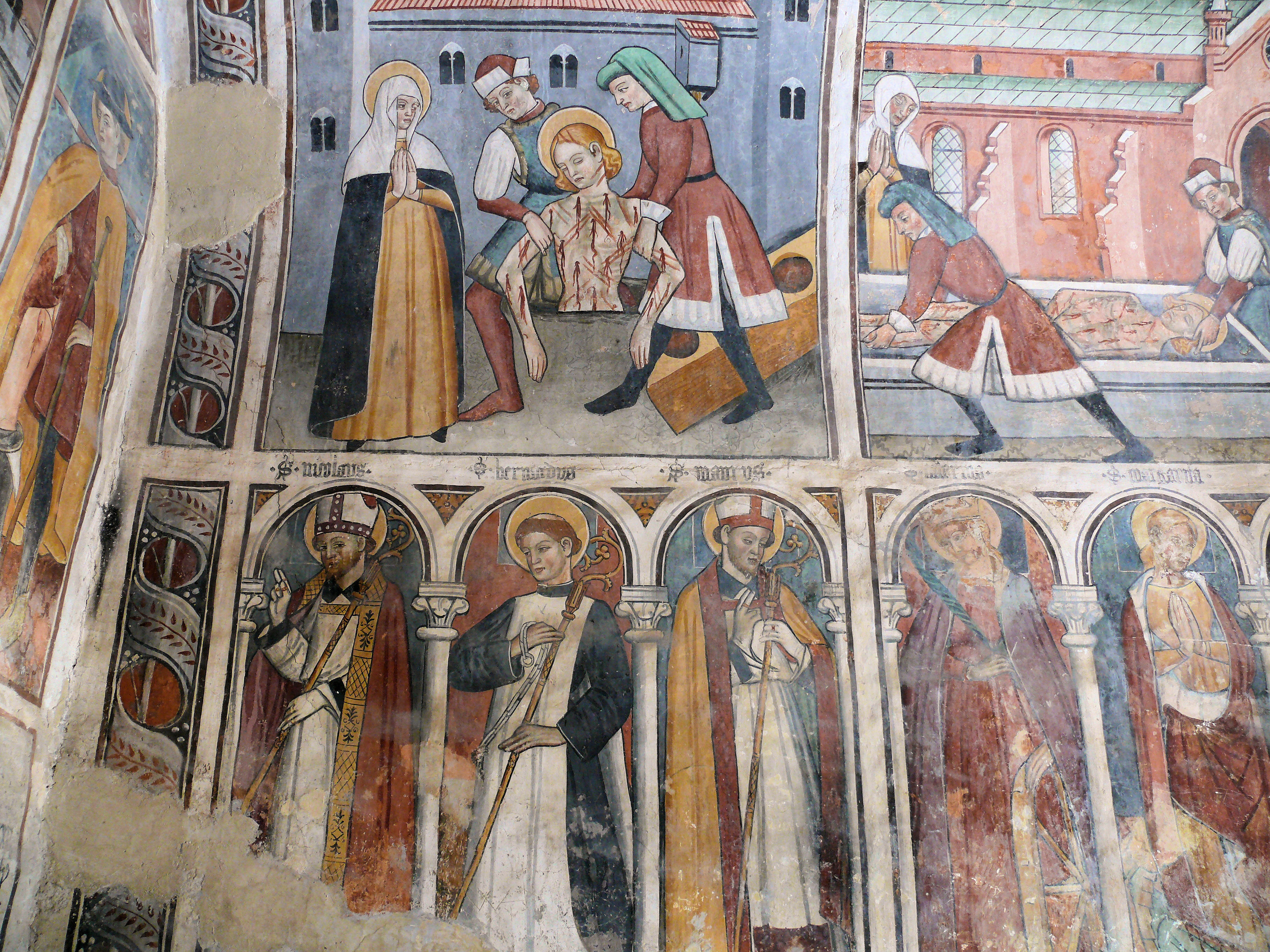
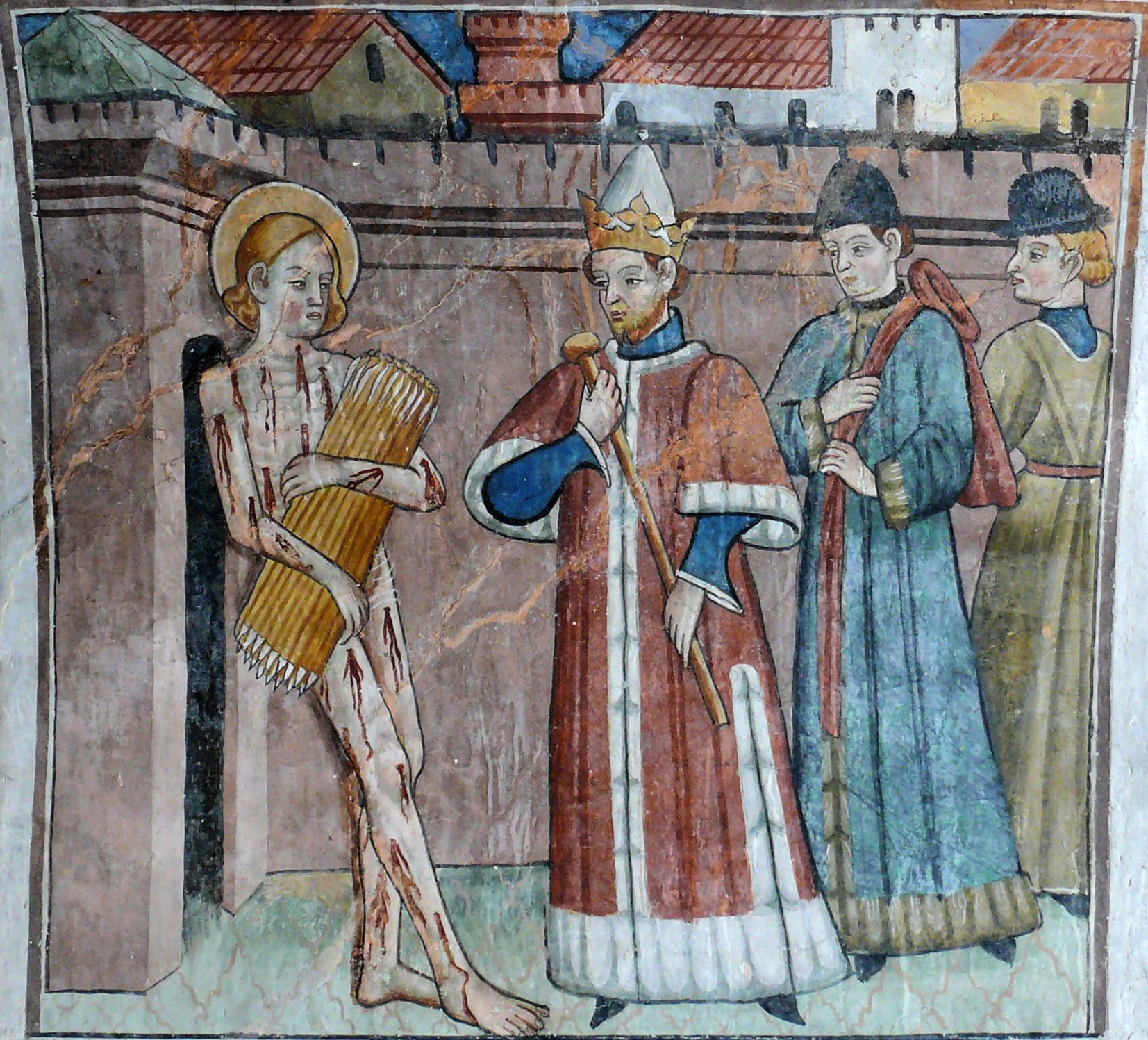